# Südtiroler Landesregierung

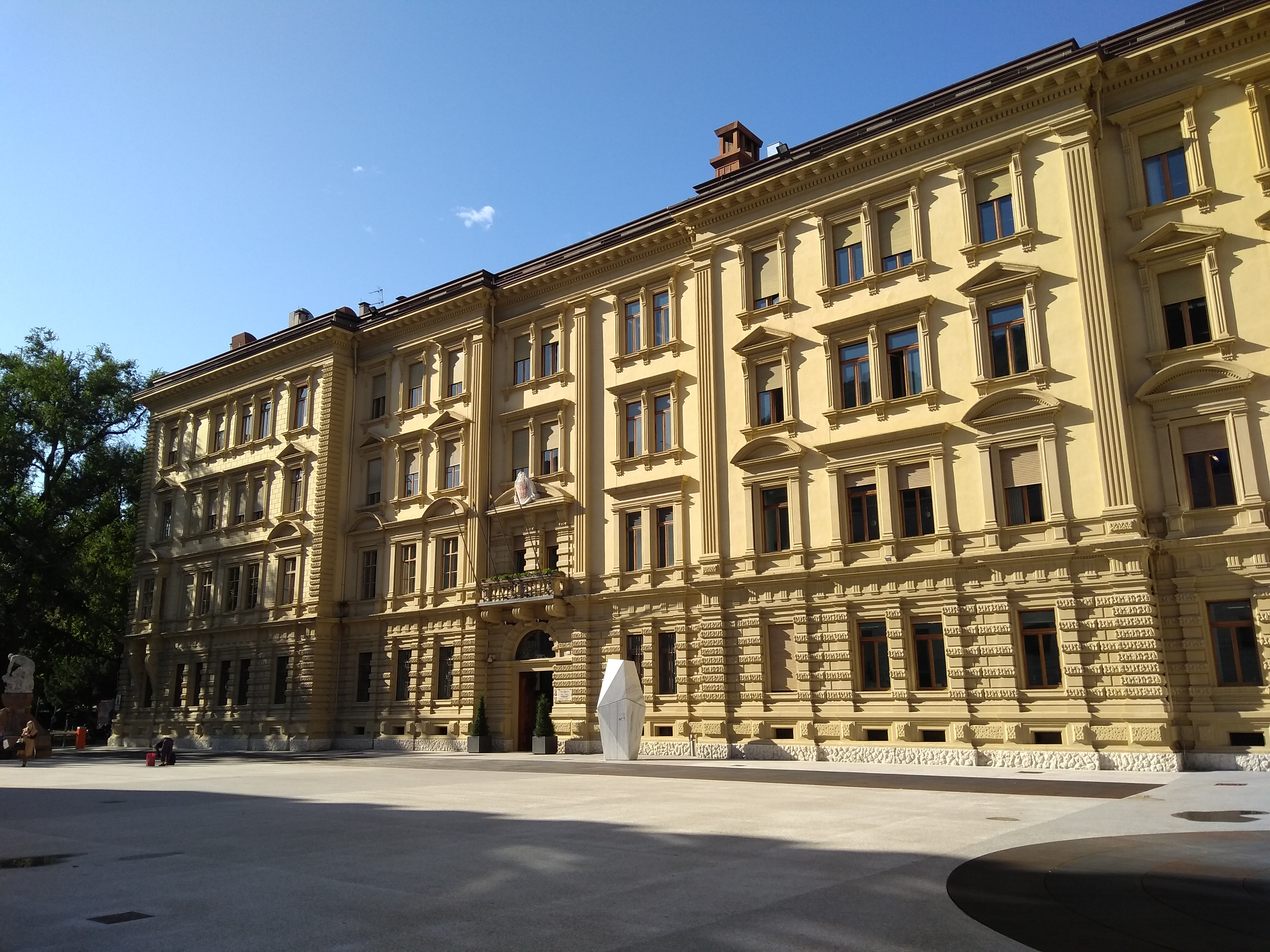
Das Palais Widmann in Bozen ist der Sitz der Südtiroler Landesregierung.

Die Südtiroler Landesregierung (früher auch Landesausschuss genannt, italienisch Giunta provinciale, ladinisch Junta provinziala) ist das ausführende Organ der Autonomen Provinz Bozen – Südtirol. Sie sorgt mittels Verordnungen und Verwaltungsdekreten für die konkrete Umsetzung der Landesgesetze, die vom Südtiroler Landtag beschlossen werden. Die erste Landesregierung wurde vom Landtag am 20. Dezember 1948 gewählt. Im Geltungszeitraum des Ersten Autonomiestatuts war sie als Exekutivorgan gegenüber der Regionalregierung noch von nachrangiger Bedeutung. Dies änderte sich jedoch mit Verabschiedung (1971) und Inkrafttreten (1972) des Zweiten Autonomiestatuts, das die Region Trentino-Südtirol zugunsten der beiden Provinzen Bozen und Trient entmachtete, womit der Landesregierung weitgehende Exekutivkompetenzen überantwortet wurden. Ihr Sitz befindet sich im Palais Widmann in Bozen.

## Wahl
Der Landeshauptmann und die Landesräte werden vom Südtiroler Landtag in geheimer Wahl mit absoluter Stimmenmehrheit gewählt. In die Landesregierung gewählte Landtagsmitglieder behalten dabei ihr Landtagsmandat. Unter Einhaltung besonderer Bestimmungen können auch Personen in die Landesregierung berufen werden, die nicht Mitglieder des Südtiroler Landtags sind.
Durch das Verfassungsgesetz Nr. 2/2001, das seit Februar 2001 in Kraft ist, verfügt der Südtiroler Landtag über erweiterte legislative Möglichkeiten, um die Regierungsform der Provinz Bozen teilweise eigenmächtig zu modifizieren und beispielsweise eine Direktwahl des Landeshauptmannes durch die wahlberechtigte Bevölkerung einzuführen.

## Zusammensetzung
Die Südtiroler Landesregierung besteht aus einem Landeshauptmann (italienisch presidente, ladinisch presidënt) und einer variablen Anzahl an Landesräten (früher auch Assessoren genannt, italienisch assessori, ladinisch assessurs). Aus den Reihen der Landesräte werden – auf die vertretenen Sprachgruppen verteilt – zwei oder drei Stellvertreter des Landeshauptmanns ernannt. Die Anzahl der Landesräte wurde seit dem Jahr 1989, als die Landesregierung 14 Mitglieder (einschließlich des Landeshauptmanns) umfasste, deutlich reduziert. Derzeit besteht die Landesregierung aus 10 Landesräten und dem Landeshauptmann.
Die Zusammensetzung der Landesregierung muss laut Autonomiestatut in jedem Fall die proportionale Verteilung der deutschen und der italienischen Sprachgruppe im Landtag widerspiegeln. Diese Bestimmung verhinderte in der Vergangenheit eine Alleinregierung der Südtiroler Volkspartei (SVP) und zwang sie zu Koalitionen mit italienischen Parteien. Ursprünglich galt dieser strikte Verteilungsschlüssel auch für die ladinische Sprachgruppe, was ihre Beteiligung an Landesregierungen zu einem seltenen Ereignis machte. Da die ladinische Sprachgruppe mit nur knapp 4 % der Bevölkerung Südtirols über ein verhältnismäßig geringes Wählerpotential verfügt, verfehlte sie meist die nötige Zahl an Landtagsabgeordneten, um eine Vertretung in der Landesregierung beanspruchen zu können. Dies änderte sich mit dem Inkrafttreten des Verfassungsgesetzes Nr. 2/2001. Seither sieht Artikel 50 des Autonomiestatuts vor, dass der „ladinischen Sprachgruppe […] die Vertretung im Landesausschuss von Südtirol auch abweichend von der proporzmäßigen Vertretung [im Landtag] zuerkannt werden [kann].“ Tatsächlich wurde in der Folge stets auch ein Ladiner in die Landesregierung gewählt. Mit der Verfassungsgesetz Nr. 1/2017 erfolgte eine weitere Modifikation des Artikels 50: Nun muss bei Vorhandensein eines ladinischen Landesrats auch einer der Stellvertreter des Landeshauptmanns dieser Sprachgruppe angehören (das Zweite Autonomiestatut von 1972 hatte diese Posten noch der deutschen und italienischen Sprachgruppe vorbehalten).

## Landesregierungen seit 1948
| Regierungszeit | Landeshauptmann          | Kabinett        | Koalitionsparteien                      |
| -------------- | ------------------------ | --------------- | --------------------------------------- |
| 1948–1952      | Karl Erckert             | Erckert I       | SVP, DC, PRI                            |
| 1952–1956      | Karl Erckert, Alois Pupp | Erckert II      | SVP, DC                                 |
| 1956–1960      | Alois Pupp               | Pupp            | SVP, DC                                 |
| 1960–1965      | Silvius Magnago          | Magnago I       | SVP, DC                                 |
| 1965–1969      | Silvius Magnago          | Magnago II      | SVP, DC, PSDI                           |
| 1969–1974      | Silvius Magnago          | Magnago III     | SVP, DC, PSI                            |
| 1974–1979      | Silvius Magnago          | Magnago IV      | SVP, DC, PSI                            |
| 1979–1984      | Silvius Magnago          | Magnago V       | SVP, DC, PSDI                           |
| 1984–1989      | Silvius Magnago          | Magnago VI      | SVP, DC, PSI                            |
| 1989–1994      | Luis Durnwalder          | Durnwalder I    | SVP, DC, PSI                            |
| 1994–1999      | Luis Durnwalder          | Durnwalder II   | SVP, Partito Popolare Altoatesino, PDS  |
| 1999–2003      | Luis Durnwalder          | Durnwalder III  | SVP, Unione Democratica Altoatesina, DS |
| 2003–2008      | Luis Durnwalder          | Durnwalder IV   | SVP, Unione Autonomista, DS             |
| 2008–2014      | Luis Durnwalder          | Durnwalder V    | SVP, PD                                 |
| 2014–2019      | Arno Kompatscher         | Kompatscher I   | SVP, PD                                 |
| 2019–2024      | Arno Kompatscher         | Kompatscher II  | SVP, Lega                               |
| 2024–          | Arno Kompatscher         | Kompatscher III | SVP, FdI, F, Lega, La Civica            |